# Emma Hutzelmann
Emma Hutzelmann geborene Holleis (* 15. November 1900 in Rosenheim; † 27. November 1944 in München) war eine deutsche Kommunistin und Widerstandskämpferin gegen das NS-Regime, Ehefrau des Widerstandskämpfers Hans Hutzelmann (1906–1945) und Schwester des NS-Opfers Ludwig Holleis.

## Leben

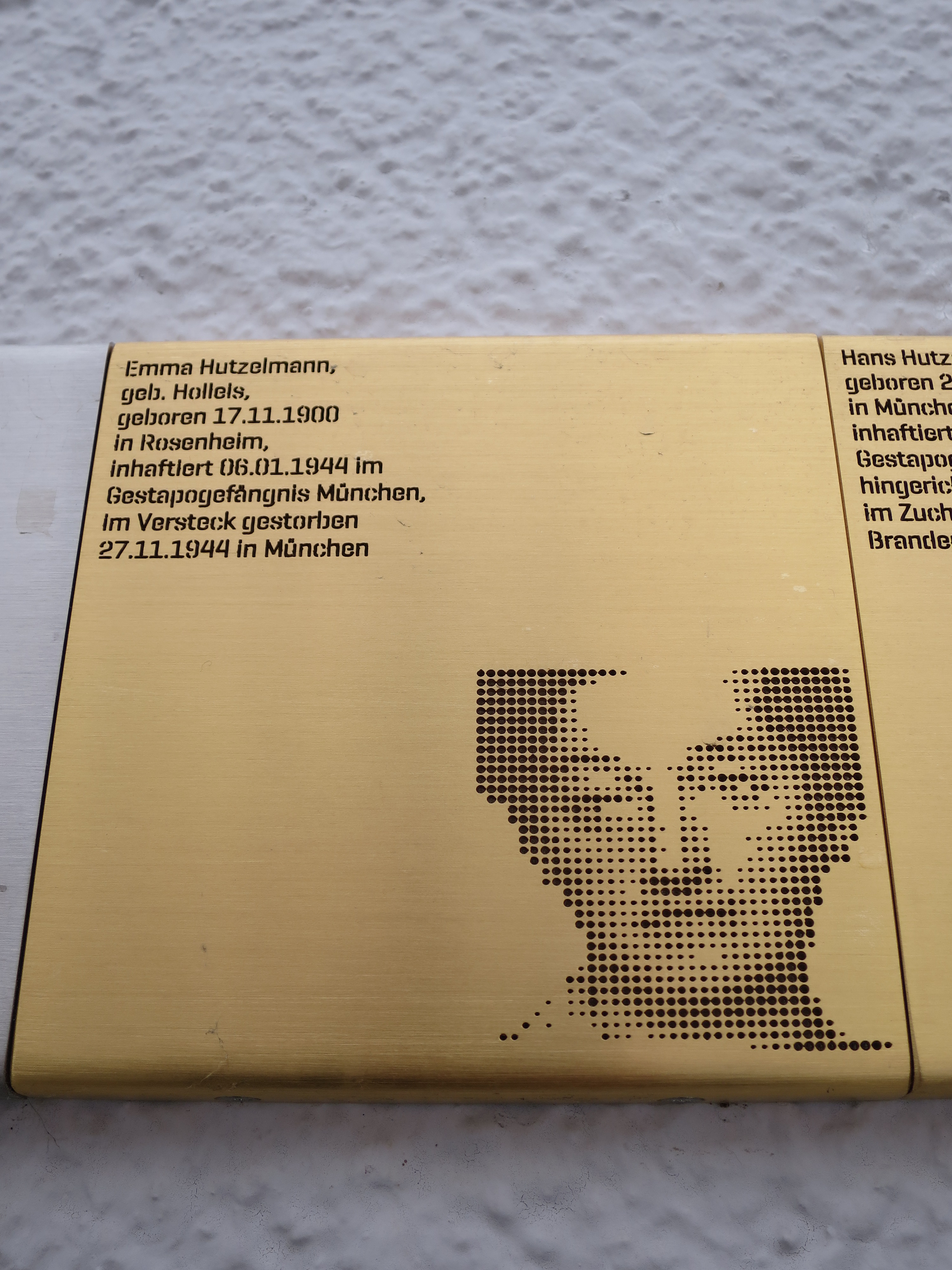
Erinnerungszeichen an Emma Hutzelmann, Margaretenstraße 18

Emma Holleis war die Tochter des Rosenheimer Bäckerehepaars Kaspar und Maria Holleis, geb. Reiserer und wuchs mit 14 Geschwistern auf, von denen vier ebenfalls im NS-Widerstand aktiv waren. Nach Beendigung der Schulzeit absolvierte Emma eine Lehre als Buchhalterin. 1923 lernte sie ihren späteren Ehemann, den Maschinenbauer Hans Hutzelmann kennen, 1924 wurde der Sohn Herbert geboren. Im Jahr 1925 bezogen beide eine Wohnung in der Margaretenstraße 18 in München-Sendling. Für die damalige Zeit ungewöhnlich heiratete das Paar erst im Jahre 1937.
Nach mehreren anderen Arbeitsstellen arbeitete sie 1936 als Kontoristin bei der Firma Frank und Co., deren jüdischer Inhaber jedoch zur Geschäftsaufgabe gezwungen wurde. Daraufhin nahm sie am 6. August 1940 eine Arbeit als Buchhalterin bei der Fettfabrik Saumweber in München an. Im Jahr 1942 wurde sie von einer Arbeitskollegin denunziert, da sie sich angeblich gegen den Krieg und für einen Sieg der Sowjetunion geäußert habe und wurde daher vom Sondergericht 3 beim Landgericht München wegen „Heimtücke“ angeklagt, aber am 18. Juni 1942 freigesprochen.
Das Ehepaar schloss sich 1928 der linkskatholischen Christlich-Sozialen Reichspartei (CSRP) („Vitus-Heller-Bewegung“) an und trat 1929 der der KPD nahestehenden Hilfsorganisation Rote Hilfe Deutschlands (RHD) bei, wo sie Bekanntschaft mit dem Kommunisten Karl Zimmet machten. Sie organisierten sich schließlich unter dem Namen „Antinazistische Deutsche Volksfront“ (ADV). Vorsitzender war Karl Zimmet, Hans Hutzelmann sein Stellvertreter und Emma Hutzelmann Kassiererin. Die Gruppe verfasste antinazistische Flugblätter und rief zum überparteilichen Widerstand auf.
In der Fettfabrik Saumweber erfuhr Emma Hutzelmann von dem dort arbeitenden russischen Kriegsgefangenen Wassili Koslow von deren Widerstandsorganisation „Brüderliche Zusammenarbeit der Kriegsgefangenen“ (russisch: Bratskoje Sotrudnitschestwo Wojennoplennych, BSW), die Zwangsarbeiter in Rüstungsbetrieben bei Sabotageakten unterstützte und einen bewaffneten Umsturz anstrebte. Die ADV beschloss, mit der BSW zusammenzuarbeiten und traf sich ab Juli 1943 zweimal wöchentlich mit Zimmet, Delegierten der russischen Kriegsgefangenen und anderen in ihrer Wohnung und bei Zimmet im Münchner Stadtteil Berg am Laim, um sowjetische „Feindsender“ zu hören und Widerstandsaktionen zu planen. Emma Hutzelmann unterstützte die BSW, indem sie bei Saumweber größere Mengen Fett entwendete, die sie gegen Lebensmittel und Waffen eintauschte und diese den russischen Kriegsgefangenen übergab.
Die Mitglieder der ADV wurden am 6. Januar 1944 von der Gestapo verhaftet und in das Münchner Gestapogefängnis in der Brienner Straße in München eingeliefert. Am 7. Januar 1944 nahm die Gestapo in der Daiserstraße 45 in Sendling auch Geschwister und Verwandte von Emma Hutzelmann – die Brüder Andreas und Ludwig Holleis, die Schwestern Rosa Holleis und Dora Eckstein sowie deren Mann Stefan – fest und verhörte sie. Ludwig Holleis, dem die Gestapo Komplizenschaft unterstellte, wurde gefoltert; er starb am 29. März 1944 an seinen schweren Verletzungen. Auch Andreas Holleis wurde von der Gestapo gefoltert und so schwer verletzt, dass er 1947 an den Spätfolgen der Folterungen verstarb.
Emma Hutzelmann wurde in das Gefängnis München-Stadelheim eingeliefert, aus dem sie am 31. Juli 1944 fliehen konnte. Sie lebte anschließend in einem Versteck, in dem sie im November 1944 bei einem Bombenangriff so schwer verletzt wurde, dass sie am 27. November 1944 verstarb.
Hans Hutzelmann wurde nach seiner Verhaftung ebenfalls von der Gestapo gefoltert. Gegen ihn und weitere Anführer der ADV fand am 8. Dezember 1944 vor dem Volksgerichtshof in Berlin ein Prozess wegen Hochverrats und „Feindbegünstigung“ statt. Hans Hutzelmann, Rupert Huber und Karel Mervaert wurden zum Tode verurteilt und am 15. Januar 1945 im Zuchthaus Brandenburg-Görden hingerichtet. Karl Zimmet konnte sich durch Vortäuschung einer Geisteskrankheit der Verurteilung entziehen.

## Gedenken
Eine Gedenkstele des WiderstandsDenkmals am Platz der Freiheit (München) erinnert seit Juli 2016 an Emma und Hans Hutzelmann.
Am 26. Januar 2019 wurde von der Stadt München ein Erinnerungszeichen in Form einer Tafel an ihrem Wohnhaus in der Margaretenstraße 18 in Sendling angebracht.